# Памід
Памід — сорт винограду, який використовується для виробництва червоного вина.
У Болгарії його вирощують з часів древніх фракійців. Колись це був найпоширеніший болгарський сорт, але сьогодні його насадження дуже обмежені. Памід також культивується в Югославії, Туреччині, Албанії, Угорщині, Греції та Румунії. Грона середнього розміру (10–16 см), ягоди невеликі (14–15 мм) і соковиті. Шкірка тонка, червоного кольору або іноді темно-червоного. Він має чудову родючість. Урожай паміду збирають приблизно в середині вересня. Врожайність становить близько 4–5 кг з однієї лози. Виноград найкращої якості обробляється в горбистих районах із легкими дренованими ґрунтами. Памід стійкий до посухи й загнивання ягід, морозостійкий. Збирати його варто вчасно, бо при дозріванні ягоди можуть обсипатися.
Кислотність у винограді цього сорту низька: 4–5 г/дм³, а ось цукру накопичується достатня кількість — від 18 до 24 %, тому з паміду виготовляють червоні, легкі столові вина для масового споживання. Вони мають низьку кислотність і низьку кількість екстрактивних речовин. Саме тому вони не підходять для дозрівання і їх слід вживати молодими, відразу після бродіння та освітлення .

## Синоніми
Памід ще називають: Адріанополька, Грецький рожевий, Шасла грецька, Буковар, Манна Кука, Марокканський виноград, Коплик, Рошоара, Саричібук, Рошіара, Пірош зланка (Piros szlanka), Пловдіна, Пома роша, Червони грона.